# شهرستان جنوبی
شهرستان جنوبی (به لاتین: Sud Department) یک شهرستان در هائیتی است.

## خصوصیات
شهرستان جنوبی ۲٬۶۵۳٫۶۰ کیلومترمربع مساحت و ۷۷۴٬۹۷۶ نفر جمعیت دارد.